# Nero in metastasi
Nero in metastasi è il sesto album di studio della grindcore band italiana Cripple Bastards, il primo pubblicato per Relapse Records. È composto da 18 tracce, di cui quattro già presenti nell'EP Senza impronte pubblicato nel 2012. Le musiche sono state registrare presso lo Studio Fredman di Göteborg, in Svezia, nel corso dell'estate 2013, mentre le parti vocali sono state registrate in Italia.
Il 7 gennaio 2014 è stato reso disponibile su youTube il brano Malato Terminale.

## Tracce
1. Malato Terminale
2. Fumo Passivo
3. Strage Di Ostacoli
4. Regime Artificiale
5. Lapide Rimossa
6. Promo-Parassita
7. Soggetto Leucemico
8. Passi Falsi
9. Occhi Trapiantati
10. Anima in Disgregazione
11. Senza Impronte
12. Nemico A Terra
13. L’apice Estremo
14. Sconfitto Di Ritorno
15. Agonia Di Un Rientro Forzato
16. Marcatori Positivi
17. Splendore E Tenebra
18. Morti Asintomatiche

## Formazione
- Giulio the Bastard - voce
- Der Kommissar - chitarra
- Wild Vitto - chitarra
- Schintu the Wretched - basso
- Al Mazzotti - batteria